# میرزا محمد تقی مامقانی

میرزا محمد تقی مامقانی یا میرزا محمدتقی حجت‌الاسلام (زاده:مامقان -درگذشت: تبریز ۲۳ تیرماه ۱۲۷۳) متخلص به نیّر، فقیه پیرو مکتب شیخیه و شاعر دوران قاجار بود.

## سال های آغازین زندگی
میرزا محمد تقی مامقانی در سال ۱۲۱۱ خورشیدی در تبریز به دنیا آمد. تحصیلات را نخست در تبریز و سپس در نجف به پایان رسانید. وی ادبیات فارسی و عربی و فقه و حکمت آموخت و در فن شعر مهارت داشت. همچنین انواع خط به ویژه خط شکسته نستعلیق را بسیار خوب می‌نوشت.

## دیوان شعر
دیوان اشعار وی بالغ بر ۳۰۰۰ بیت مشتمل بر سه بخش آتشکده، لاللی منظومه و دیوان غزلیات است که در ۱۲۷۱ خورشیدی سروده شده‌است و شامل قصاید، قطعات، مراثی و مدایح است. دیوان وی همچنین شامل اشعاری پیرامون واقعه عاشورا است. دیوان او در سال ۱۳۸۶ به تصحیح دکتر بهروز ثروتیان منتشر گردید.
پدر وی ملا محمد مامقانی در زمان محمد شاه و در زمان ولیعهدی ناصرالدین میرزا (ناصرالدین شاه)در تبریز در جلسه مناظره با علی محمد باب شرکت جست و در نهایت فتوای قتل وی را صادر کرد. حجت‌الاسلام نیر از آنجا که معتقد بود در کتبی چون روضة الصفا و ناسخ التواریخ اطلاعات نادرستی در باب جلسه علما با باب ثبت گردیده است، پس از دیدارش با ناصرالدین شاه، رساله ای با نام «ناموس ناصری» نگاشت و آن را به ناصرالدین شاه تقدیم کرد. در آن کتاب ادعا می‌کند که پدرش محاورات مجلس مناظره با باب را من البدو الی الختم برای او تقریر کرده‌است و او جملگی آن‌ها را ثبت می‌کند. این کتاب تحت عنوان «گفت و شنود سید علی محمد شیرازی با روحانیون تبریز» به اهتمام حسن مرسلوند توسط نشر تاریخ ایران منتشر شده‌است. برای مثال یکی از نقدها و اختلاف روایت‌های حجت‌الاسلام نیر در این کتاب با آثار دیگر تاریخی مربوط است به زمانی که باب را جهت گرفتن فتوای قتل به منزل آخوند ملا محمد حجت‌الاسلام -پدر حجت‌الاسلام نیر- می آورند. او که مدعی است خود در آن مجلس حاضر بوده، نقل مورخان راجع به اینکه باب وقتی متوجه شد که قرار است به فتوای قتل ملا محمد او را اعدام کنند، به التماس حجت‌الاسلام افتاده بود را رد می‌کند و می‌نویسد که باب در پاسخ به این خواسته پدر من که اگر دست از این ادعاها برداری و توبه کنی من تو را از این مهلکه خلاص میکنم ««گفت: حاشا، حرف همان است که گفته ام و جای توبه نیست».

## مرگ
میرزا محمد تقی مامقانی در ۲۳ تیرماه ۱۲۷۳ برابر با روز عاشورا درگذشت.

## نمونه اشعار
ای فرس با تو چه رخ داده که خود باخته‌ای / مگراین گونه که ماتی! تو شه انداخته‌ای؟
ای همایون فرس پادشه سدره مقام / که چراگاه بهشت است ترا جای خرام
چه بلا رفته که با خویش نپرداخته‌ای؟
تا صهیل تو همی آمدی ای پیک امید / بر همه اهل حرم بود صدای تو نوید
کاینک آید زپی پرسش ما شاه شهید / مگر این بار خداوند حرم را چه رسید؟
کای فرس شیهه زنان برحرمش تاخته‌ای؟
اگر آورده‌ای ای هدهد فرخنده سیر /  ز سلیمان و نگینش بر بلقیس خبر
زچه آلوده به خون تاج تو؟ خاکم بر سر / راست گو تخت سلیمان شده برباد مگر
تو ز بهر خبر از تیر پری ساخته‌ای!
آن شهی را که به امرش فکند سایه سحاب / خواهد ار آب، شود خاک در عالم نایاب
طعنه بر لجّه‌ی تیار زند موج سراب / دیده‌ای کشته مگر، تشنه لبش بر لب آب
که چنین ناله به عیّوق برافراخته‌ای؟
تو که غلطان زسر زین، نگونش دیدی / در میان سپه دشمن دونش دیدی
ای فرس راست به من گوی که چونش دیدی / تو به چشمان خود، آغشته به خونش دیدی؟
یا قتیل دگری بود تو نشناخته‌ای؟
بوی خون آید از این کاکل ویال و تن تو / شد مگر کشته‌ی روبه، شه شیر اوژن تو
دل افسرده‌ی من آب شد از دیدن تو / فاش گو، برق که آتش زده بر خرمن تو؟
که چنین غلغله در بحر و بر انداخته‌ای؟